# Patrick Miller of Dalswinton
Patrick Miller of Dalswinton, född 1730, död 1815, var en skotsk bankir som även tillverkade sjöfartyg och hade ett intresse för agrikultur. Miller byggde katamaranen Experiment of Leith åt Gustav III för att användas i dennes krig mot Ryssland 1790. Kriget tog dock slut innan fartyget hann fram.
I gengäld fick Miller en gulddosa med kålrotsfrön vilket ledde till att kålroten introducerades i Skottland.